# Protonemura pectinata
Protonemura pectinata är en bäcksländeart som beskrevs av Berthélemy och Dia 1982. Protonemura pectinata ingår i släktet Protonemura och familjen kryssbäcksländor. Inga underarter finns listade i Catalogue of Life.